# Harmonia Universalis
Harmonia Universalis – polskie wydawnictwo naukowe z siedzibą w Gdańsku, założone w 2010 roku, należące do Grupy Wydawniczej Harmonia. Publikuje książki z zakresu logopedii, psychologii, terapii zaburzeń oraz autyzmu, a także poświęcone edukacji Montessori. W ofercie wydawnictwa znajdują się pozycje autorów zarówno polskich, jak i zagranicznych, publikacje naukowe, popularnonaukowe oraz poradnikowe.

## Działalność wydawnicza
Do sztandarowych serii wydawnictwa Harmonia Universalis należą:
- Logopedia XXI Wieku[2] (pod redakcją Ewy Czaplewskiej i Stanisława Milewskiego[3]) – monografie naukowe o tematyce logopedycznej przygotowywane przez specjalistów z tej dziedziny reprezentujących ośrodki akademickie z całej Polski.
- Biblioteka SI – publikacje naukowe i popularnonaukowe dotyczące zagadnienia integracji sensorycznej oraz jej zaburzeń, autorstwa polskich i zagranicznych specjalistów.
- Biblioteka Montessori – publikacje o charakterze teoretycznym i praktycznym dotyczące edukacji Montessori, pisane przez zagranicznych autorów.
- Harmonia Universalis publikuje także pozycje naukowe i popularnonaukowe poza swoimi głównymi seriami.

## Autorzy i tytuły
Z wydawnictwem Harmonia Universalis współpracują polscy specjaliści (z dziedzin takich jak logopedia, psychologia i pedagogika), między innymi Ewa Czaplewska, Katarzyna Kaczorowska-Bray, Mirosław Michalik, Stanisław Milewski, Bożenna Odowska-Szlachcic, Ewa Pisula i Zbigniew Tarkowski.

### Przykładowe publikacje
- Wczesna interwencja logopedyczna[10], pod red. K. Kaczorowskiej-Bray i S. Milewskiego
- Biomedyczne podstawy logopedii[11], pod red. S. Milewskiego, J. Kuczkowskiego i K. Kaczorowskiej-Bray
- B. Odowska-Szlachcic, Integracja sensoryczna w autyzmie[12]
- A. Okrasińska, Z. Tarkowski, Jąkanie w wieku szkolnym[13]
- Logopedia międzykulturowa[14], pod red. E. Czaplewskiej
- T. Attwood, Zespół Aspergera. Kompletny przewodnik[15]
- A.J. Ayres, Dziecko a integracja sensoryczna[16]
- T. Grandin, Autyzm i problemy natury sensorycznej[17]
- C. Gray, Nowe historyjki społeczne[18]
- M. Johnson, A. Wintgens, Mutyzm wybiórczy. Kompendium wiedzy[19]
- C.S. Kranowitz, Nie-zgrane dziecko. Zburzenia przetwarzania sensorycznego – diagnoza i postępowanie[20]
- S. Shaywitz, Pokonać dysleksję[21]

Harmonia Universalis publikuje także prace uznanych autorów zagranicznych zajmujących się tematyką autyzmu, dysleksji oraz zaburzeń integracji sensorycznej. W tym gronie znajdują się Anna Jean Ayres, Tony Attwood, Jed Baker, Temple Grandin, Carol Gray, Carol Stock Kranowitz, Lucy Jane Miller i Gavin Reid.